# Maria Wittek

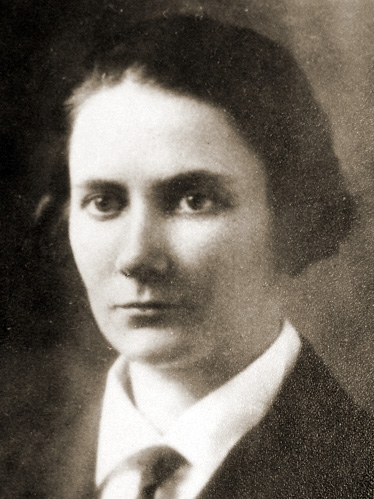
Maria Wittek

Maria Stanisława Wittek (* 16. August 1899 in Trębki, Russisch-Polen, Russisches Kaiserreich; † 19. April 1997 in Warschau, Polen) war eine polnische Soldatin und Untergrundkämpferin. Für ihre Verdienste wurde sie 1991 als erste Frau des Landes zur Generalin befördert.

## Leben

### Jugend
Maria Wittek wurde am 16. August 1899 im Dorf Trębki bei Gostynin in Masowien geboren. Ihr Vater war in der Polnischen Sozialistischen Partei (PPS) aktiv. Um einer Verhaftung zu entgehen, zog die Familie 1905 in das Gebiet der heutigen Ukraine um und ließ sich zuletzt 1914 in Kiew nieder. Maria besuchte das russische Gymnasium in Winniza und trat der dritten polnischen Pfadfindermannschaft bei. Von 1917 bis zur Matura besuchte Wittek die Schule des polnischen Eltern- und Lehrervereins in Kiew. Danach schrieb sie sich als erste Frau zum Studium der Mathematik an der Universität Kiew ein.

### Unabhängigkeitskampf und Zwischenkriegszeit
Wittek trat 1917 in die Polnische Militärorganisation (Polska Organizacja Wojskowa, POW) ein und wurde im März 1918 vereidigt. Sie absolvierte einen Geheimdienstkurs und die Unteroffiziersausbildung. Nach der Verhaftung vieler Kameraden wurde Wittek im Juli 1919 Leiterin der Militärabteilung der POW im Bezirk Kiew. Dort organisierte sie unter anderem Transporte von Polen, die dem sowjetischen Terror in der Ukraine entkommen wollten. Im Dezember 1919 trat sie in die polnische Armee ein, verließ die Stadt und diente im Nachrichtendienst des Hauptquartiers der sechsten Armee. Während des Polnisch-Sowjetischen Kriegs 1920 nahm Wittek an der Verteidigung von Lemberg teil und wurde 1922 für ihre Verdienste mit dem Silbernen Kreuz des Virtuti-Militari-Ordens ausgezeichnet.
Im Jahr 1921 wurde Wittek zur Freiwilligen Frauenlegion (Ochotnicza Legia Kobiet, OLK) abgeordnet. Die Organisation des Wehrdienstes für Frauen wurde ihre Lebensaufgabe, auch nach Auflösung der Legion im Jahr 1922. Sie sah es für notwendig an weiblich besetzte Unterstützungsformationen zu schaffen, um bei Kampfhandlungen unverzichtbare Dienste zu leisten. Wittek übernahm 1922 die Leitung der Ausbildungsabteilung beim Komitee für Militärische Ausbildung der Frauen. Sechs Jahre später wurde sie Oberbefehlshaberin und übernahm 1935 zusätzlich die Leitung der Abteilung für Leibes- und Wehrerziehung der Frauen beim zuständigen Landesamt.

### Zweiter Weltkrieg
Im September 1939 wurde Wittek zum Oberstleutnant befördert. Sie beteiligte sich abermals an der Verteidigung von Lemberg und brach nach der Eroberung durch die Rote Armee nach Warschau durch. Dort meldete sie sich bei General Michał Tokarzewski-Karaszewicz und trat Mitte Oktober dem von ihm organisierten „Dienst für den Sieg Polens“ (Służba Zwycięstwu Polski, SZP) bei. In der SZP baute Wittek als Teil einer geheimen Zelle mit dem Codenamen „Cooperative“ ein Kommunikationsnetzwerk mit Außenposten sowie die militärische Ausbildung von Frauen im Untergrund neu auf. Ihre Tarnnamen waren Mira und Pani Maria.
Wittek führte die Frauenverbände des Untergrundstaates bis Kriegsende, als deren Kommandantin beim Hauptquartier des SZP und seit Februar 1942 unter General Stefan Rowecki für die Polnische Heimatarmee. Die von ihr entwickelten Organisationsstrukturen wurden auch bei den Frauenformationen der polnischen Streitkräfte im Westen verwendet.
Während des Warschauer Aufstands kämpfte Wittek in der Innenstadt. Für ihren Einsatz erhielt sie 1945 die Beförderung zum Rang eines Obersten und ein weiteres Mal das Silberne Kreuz des Virtuti-Militari-Ordens. Mit der Zivilbevölkerung verließ sie die Hauptstadt und ging nach Częstochowa.

### Nachkriegszeit
Im Januar 1945 kehrte Wittek nach Warschau zurück und bewarb sich erneut beim Amt für Leibes- und Wehrerziehung. Im März 1946 wurde sie dort im Rahmen ihrer Tätigkeit mit der Leitung der Abteilung für militärische Ausbildung von Frauen betraut. Sie baute diese mit Vertrauten von früher auf. Zwei Jahre später wurde das Landesamt aufgelöst und durch die Organisation Służba Polska ersetzt, die auch den Bereich der politischen Bildung umfasste. Wittek leitete dort die Frauenabteilung. Zwei Monate nach ihrem Amtsantritt wurde sie mit ihren Mitarbeitern festgenommen. Allen wurde vorgeworfen, ihre Zugehörigkeit zur Heimatarmee verborgen zu haben.
Nach einem viermonatigen Aufenthalt im Untersuchungsgefängnis wurde sie ohne Urteil freigelassen und aus der Armee entfernt. Danach war sie in einem RUCH-Kiosk beim Polnischen Rundfunk tätig. Sie pflegte Kontakte zur Studiengesellschaft des Polnischen Untergrunds in London und stieß 1970 die Gründung einer Geschichtskommission der Frauen im Kampf um die Unabhängigkeit (Komisja Historii Kobiet w Walce o Niepodległość, KHK) an. Ein Ergebnis der KHK war eine Tafel zum Gedenken an alle Frauen im Militärdienst, die Wittek am 23. Oktober 1988 in der Warschauer Hyazinthkirche enthüllte.
In den 1980er Jahren war Wittek an den Aktivitäten der Gewerkschaft Solidarność beteiligt. Sie konnte in der Zeit des Kriegsrechts die Archive der unabhängigen Gewerkschaft vor fremdem Zugriff sichern. Wo die Dokumente aufbewahrt wurden, ist bis heute nicht bekannt. Im Jahr 1990 äußerte sie sich letztmals öffentlich und sprach sich im Präsidentschaftswahlkampf für Lech Wałęsa aus.
Als erste Frau des Landes wurde Maria Wittek im April 1991 zur Brigadegeneralin ernannt. Die Beförderung erfolgte am 2. Mai 1991 durch die Minister Lech Kaczyński sowie Bronisław Komorowski und Brigadegeneral Leon Komornicki.
Maria Wittek starb am 19. April 1997 im Alter von 97 Jahren. Sie wurde unter militärischen Ehren auf dem Powązki-Soldatenfriedhof im Warschauer Stadtbezirk Żoliborz begraben.

## Auszeichnungen

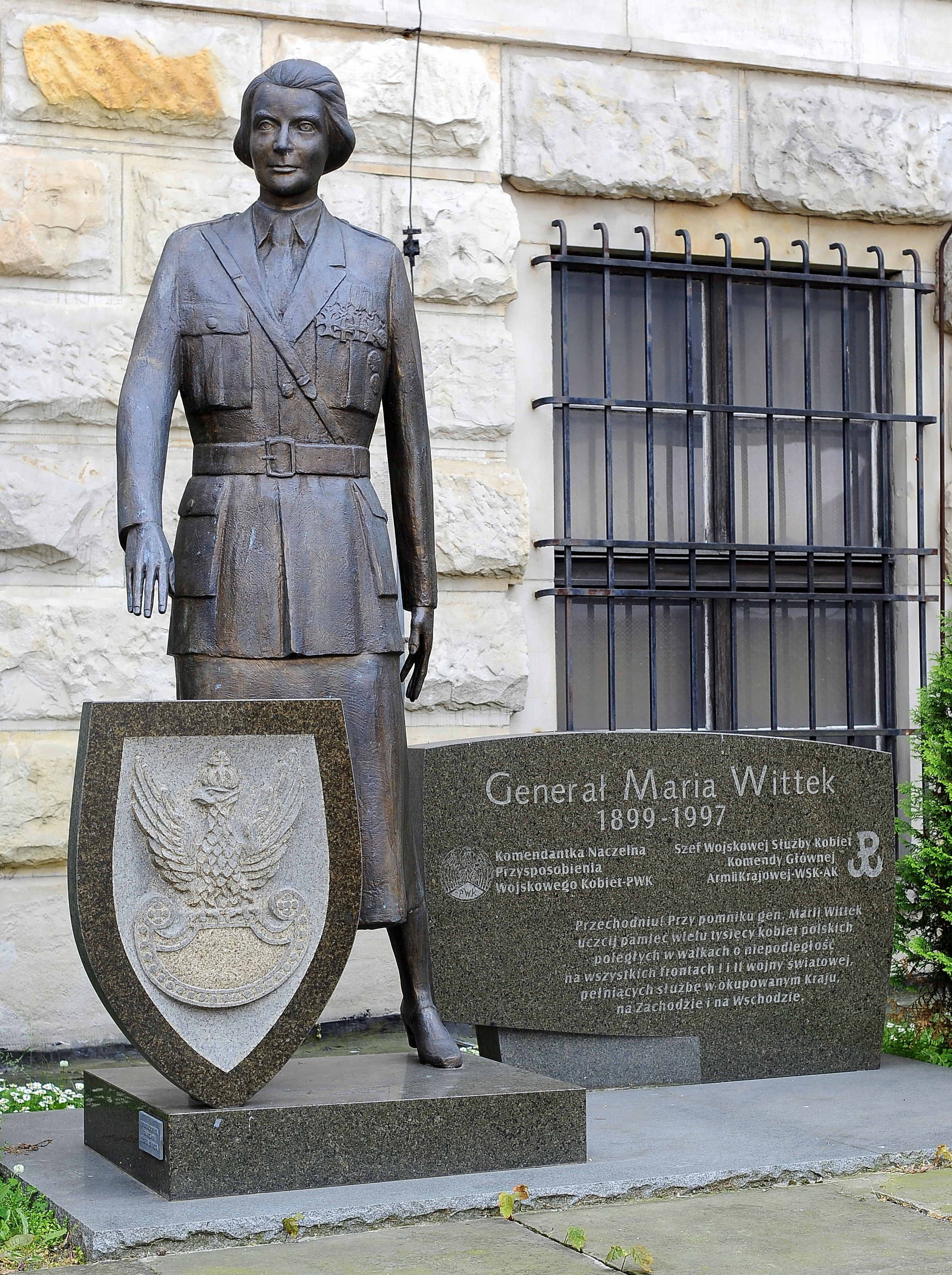
Denkmal im Militärmuseum Warschau

Die Verdienste von Maria Wittek wurden mehrfach mit hohen polnischen Orden gewürdigt:
- Silbernes Kreuz Virtuti Militari, 1922 und 1945
- Verdienstkreuz der Republik Polen in Gold, 1931 und 1937
- Verdienstkreuz der Republik Polen in Silber, 1948
- Kreuz der Tapferkeit, 1922
- Kreuz der Unabhängigkeit, 1931
- Kreuz der Heimatarmee
- Kreuz für den Kriegsdienst 1918–1921, 1990.